# 米拉瓦伊新堡
米拉瓦伊新堡（法語：Châteauneuf-Miravail，法語發音：[ʃatonœf miʁavaj]）是法国上普罗旺斯阿尔卑斯省的一个市镇，属于福卡尔基耶区。

## 地理
米拉瓦伊新堡（44°9'44"N, 5°43'36"E）面积19.7 平方千米，位于法国普罗旺斯-阿尔卑斯-蓝色海岸大区上普罗旺斯阿尔卑斯省，该省份为法国东南部内陆省份，北起上阿尔卑斯省，西接沃克吕兹省，西北接德龙省，南至瓦尔省，东临滨海阿尔卑斯省，东北部与意大利接壤。
与米拉瓦伊新堡接壤的市镇（或旧市镇、城区）包括：屈雷勒、洛斯皮塔莱、拉尔迪耶、拉罗什日龙、雅布龙河畔圣樊尚、蒙弗罗克。

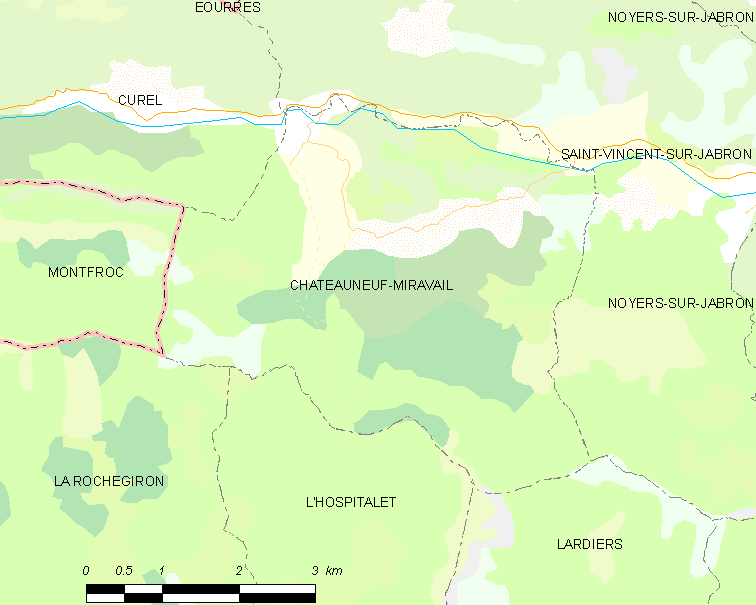
米拉瓦伊新堡的OSM定位图

米拉瓦伊新堡的时区为UTC+01:00、UTC+02:00（夏令时）。

## 行政
米拉瓦伊新堡的邮政编码为04200，INSEE市镇编码为04051。

## 政治
米拉瓦伊新堡所属的省级选区为锡斯特龙县。

## 人口

1962-2008年间米拉瓦伊新堡人口变化图示

米拉瓦伊新堡于2022年1月1日时的人口数量为75人。